# Pueblo Indígena de Biafra
Pueblo Indígena de Biafra (IPOB en sus siglas en inglés) es un grupo terrorista dirigido por Nnamdi Kanu, detenido por el gobierno de Nigeria desde octubre de 2016. El grupo reivindica la independencia de varios estados del sureste de Nigeria con presencia mayoritaria del grupo étnico Igbo para formar la nación independiente de Biafra. Para lograrlo el grupo terrorista reclama que el gobierno de Nigeria convoque un referéndum "para resolver el asunto de Biafra de una manera civilizada y democrática".
La región de Biafra, con cerca de 14 millones de habitantes, es un estado rico en petróleo. La etnia mayoritaria del estado son los igbo —8 millones—, y las religiones más extendidas son el cristianismo y las creencias animistas.
En abril de 2016 la policía secreta de Nigeria anunció el descubrimiento de 55 cadáveres enterrados en una fosa común al sur del país en la de Abia, bastión del movimiento IPOB.
En noviembre de 2016 Amnistía Internacional anunció que al menos 150 seguidores del grupo separatista habían sido asesinados por el Ejército de Nigeria en el último año. Según una investigación de esta organización, sustentada por fotografías y vídeos, los militares dispararon munición real "con poco o sin ningún aviso" para dispersar a manifestantes en actos de protesta celebrados entre agosto de 2015 y agosto de 2016. También denunció haber encontrado "indicios de ejecuciones extrajudiciales masivas" perpetradas por las fuerzas de seguridad y que en una de ellas mataron al menos a 60 personas en un espacio de dos días.
En septiembre de 2017 el gobierno de Nigeria lo declaró como grupo terrorista.